# Конке (Тревизо)
Конке је насеље у Италији у округу Тревизо, региону Венето.
Према процени из 2011. у насељу је живело 39 становника. Насеље се налази на надморској висини од 4 м.